# Erycibe stenophylla
Erycibe stenophylla är en vindeväxtart som beskrevs av Hoogl. Erycibe stenophylla ingår i släktet Erycibe och familjen vindeväxter. Inga underarter finns listade i Catalogue of Life.